# 国华珠算博物馆
国华珠算博物馆，正式名称为临海市国华珠算博物馆，別称浙江省珠算协会国华珠算博物馆，是位于中华人民共和国浙江省临海市的一家博物馆、全国科普教育基地、台州市爱国主义教育基地、国家AA级旅游景区，是中华人民共和国唯一一家集珠算收藏、展示、研究、设计于一体的专业博物馆，也是台州地区第一家民办博物馆。博物馆由雷国华建于1993年11月，共有6个展厅，展有1300余种算具、3000余件珠算史料，以及1500余件国内外珠算活动的照片与资料。博物馆以“四最”，即“最大、最小、最多档位、最重”的算盘为特色。截至2006年，共有30余万人次参观该博物馆。博物馆开放时间为北京時間上午8时至下午5时。截至2019年底，国华珠算博物馆唯一一任馆长为雷国华。

## 背景
1980年代，浙江省临海县的木匠雷国华因不甘心中国的珠算发展落后于日本，创办了家庭作坊式的算盘厂，开始了对算具的改制与研究工作，研制出“元宝牌”浙式通用算盘，还出口至日本、新加坡与马来西亚。雷国华借业务出差的机会，在全国各地购买、收集各类算具与资料。一次雷国华出差到江苏无锡，听闻有人珍藏明代鼓形25档红木算盘，当即登门拜访并劝说，并花重金买下。一次雷国华出差经过上海，发现了一面中国抗日战争期间日军使用过的军用算盘，不惜重金购买，导致无钱购买返程车票，只得求助同车旅客。这是博物馆收集展品的开始。
1993年11月，雷国华利用多年来收集的800余件算具，投资50万余元人民币，在算盘厂厂房二楼创办了当时中华人民共和国唯一的以珠算为陈列内容的专业博物馆，下设算盘制造厂，以厂养馆。1994年10月，中国中央电视台国际部到临海拍摄《正大综艺》外景，其中包括桃渚风光、巾山塔群与国华珠算博物馆。1995年，国华珠算博物馆成为台州市爱国主义教育基地、临海市青少年德育基地。1999年12月，博物馆被授予“全国珠算协会先进集体”称号。2010年，国华珠算博物馆获“全国科普教育基地”称号。2013年12月4日，联合国教科文组织将“中国珠算”列入人类非物质文化遗产名录，国华珠算博物馆全程参与珠算项目申报文本的编著工作及宣传片的制作。

## 馆舍

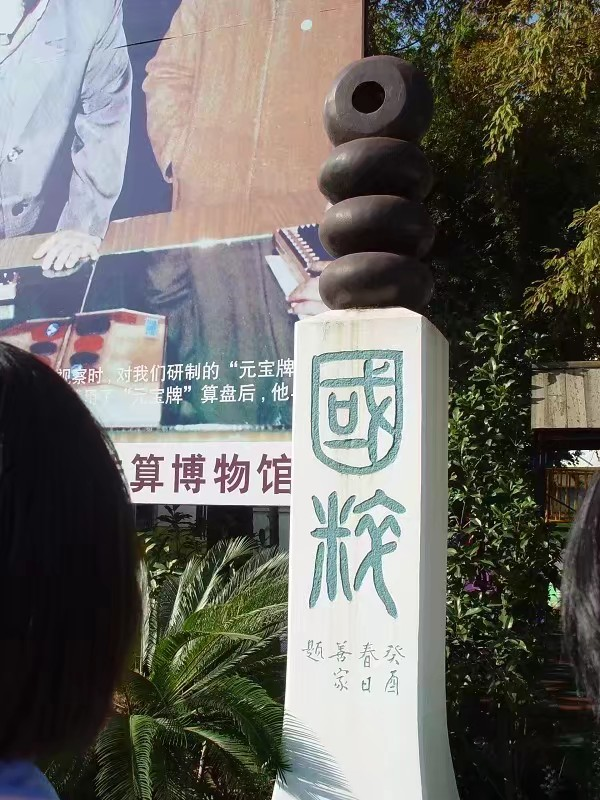
写有“国粹”的柱子与四颗算珠

国华珠算博物馆位于临海市区深甫西路117号，成立时有一层3个展厅、共140平方米，后拓展到6个展厅、250平方米，按展品类型可以分为算盘厅、珍品厅、资料厅等。算盘厅主要展示国内外各时期的算盘，珍品厅主要展示造型别致、工艺精湛的算盘，资料厅展示珠算书籍与珠算活动照片。館前陳列有一架仿明代銅鑄算盤，即“四最”之最重的算盘。旁边为博物馆的馆标，由2米高、写有“国粹”二字的柱上叠4颗算珠构成。3颗算珠平放，代表中国珠算三千余年的历史；一颗算珠竖放，代表珠算正在向四千年迈进。此外，博物馆院内还开办有幼儿园与儿童乐园。由于藏品大多为木质，博物馆方面非常注重日常維護和檢修。2019年，为避免安全隐患，该馆将馆内的全部射灯换为LED灯。

## 陈列

### 四最
国华珠算博物馆的馆藏中以“四最”最为著名，分别为世界上最大的木质算盘、最小的算盘、档位最多的算盘、最重的金属算盘。最大的木质算盘，又称“巨算”，最初来自一间寺庙的大门口，位于算盘厅，长6.52米，高1.68米，重1008公斤。制作这台算盘共用樟木5立方米，耗时一年。算盘7珠25档，每颗算珠直径20厘米，重达3.4公斤，造型仿明式，圆角与框架两边刻出小弧线。最小的算盘位于珍品厅，乃纹银精制，仅1厘米长，7档42颗算珠，档如发丝粗细，每颗算珠直径约1毫米，需要用针头拨动。档位最多的算盘位于算盘厅，长6.12米，7珠225档，共1575颗算珠，可供15人同时使用，每15档以颜色区分，使众多使用者在使用时可以分辨。最重的金属算盘位于博物馆门前，全铜浇铸而成，仿明代鼓形珠，9档共63珠，重589公斤。

### 其他算具

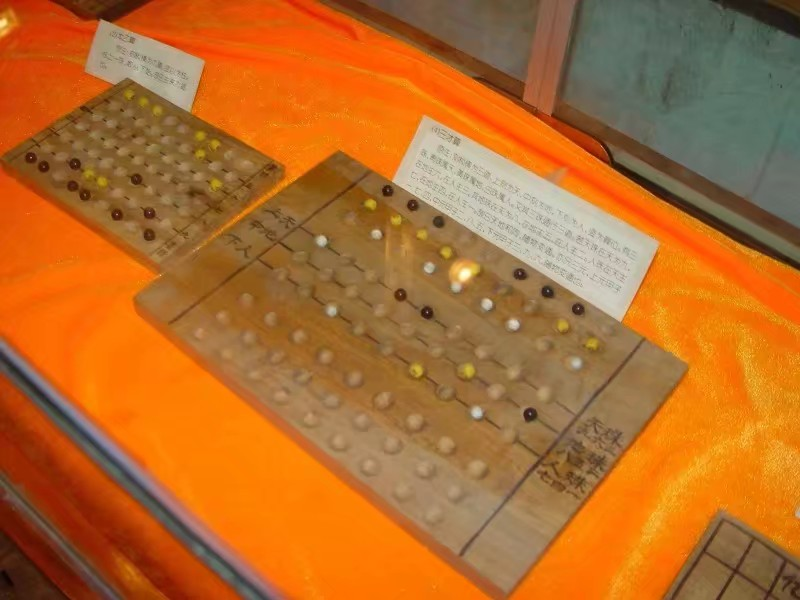
国华珠算博物馆内收藏的中国古算具“三才算”模型

博物馆的算盘厅内陈列了国内外各时期的算具。国内的算具包括结草记事复制品、西周的陶丸、春秋时期的算筹、河北巨鹿县出土的北宋算珠的复制品等。国外的算具包括埃及砂算盘、欧洲线算盘、罗马沟算盘以及十七世纪发明的计算尺等。除通用算盘外，还有盲人算盘、军用算盘、教学算盘等满足特殊利用者需求的算具。算盘厅的展品内，以一台明代全红木牛筋档算盘最为珍贵。
珍品厅内主要分两个展台，一个展台陈列中国造型别致、工艺精湛的算具，算盘的材质有金、銀、銅、鐵、鋁、翡翠、象牙、珍珠、陶瓷、紅木、檀木、景泰藍、漢白玉等。按形状分，则有多層形、寶塔形、圓桶形、壁掛形、文房四寶形、太極八卦形、鼻煙壺算盤等，此外还有“财源广进”、“财茂三江”、“老媪持家”、“八仙过海”等珠算人物塑像。另一个展台展示日本人赠送的精品算盘，有扇形算盘、对面打算盘、倾斜形算盘、椰子珠算盘等，大多制作于二十世纪中叶。
国华珠算博物馆还开发了23档上二下五珠黑檀木框马来玉珠算盘与各式礼品算盘并出售。

### 资料典籍
国华珠算博物馆的资料厅内陈列了大量与算盘有关的档案资料，包括古今中外的珠算书籍、专业刊物等，共计三千余种。还有全国珠算活动、国际珠算活动、海峡两岸珠算活动的资料与照片档案共1500余件。其中包括了中华人民共和国党和国家领导人江泽民、陈云打算盘的照片，以及周恩来总理关于算盘的指示。

## 参观交流
国华博物馆自成立以来，一直受到各级领导的重视。中国珠算协会提出将博物馆迁至北京，浙江省珠算协会希望博物馆能迁到杭州，但雷国华均婉言谢绝。博物馆曾吸引原中共中央政治局常委尉健行、时任文化部副部长艾青春、浙江省原副省长陈立平等人前往参观。
国华珠算博物馆也吸引了大量中国大陆之外的珠算工作者与爱好者。博物馆在开馆之际，日本珠算协会就前来交流，交流期间国华博物馆与日本东海算盘博物馆结为协作馆。之后两个博物馆还促成东海珠算乐园与临海师范附属小学结为姊妹单位。来自台湾、马来西亚、德国等地的学生或专家团队也曾到国华珠算博物馆开展交流研讨活动。2000年，在临海首届江南长城节中，来自台湾各地的小学生与教师在台湾珠心算协会副理事长林晋福的带领下，来到国华珠算博物馆进行文化交流活动。日本珠算学者鈴木久男参观后评价“堪称世界一流”，台湾中华珠算协会会长苏谢铭墩评价“这是难得少有的博物馆，是中华民族的光荣。”

## 馆长
国华珠算博物馆馆长为雷国华（1953年- ），畲族，临海人，原籍丽水市景宁畲族自治县，截止2019年底为博物馆唯一一任馆长。他曾任第八至十一届临海市政协委员、第一至三届台州市政协委员。1995年6月他被浙江省人民政府授予“民族团结先进个人”称号，1999年被中国国务院授予“民族团结进步模范”称号，2005年12月再次被浙江省人民政府授予“民族团结先进模范个人”称号。

## 交通
临海市内交通方面，可以搭乘202或210路公交车，在办事大厅站下车，步行即可到达该博物馆。对于临海市以外的旅客，可以从甬台温高速临海北出口经75省道、34省道、东方大道、凯歌路、深甫西路，或从台金高速临海市区出口经靖江南路、靖江中路、东方大道、凯歌路、深甫西路到达。

## 图集

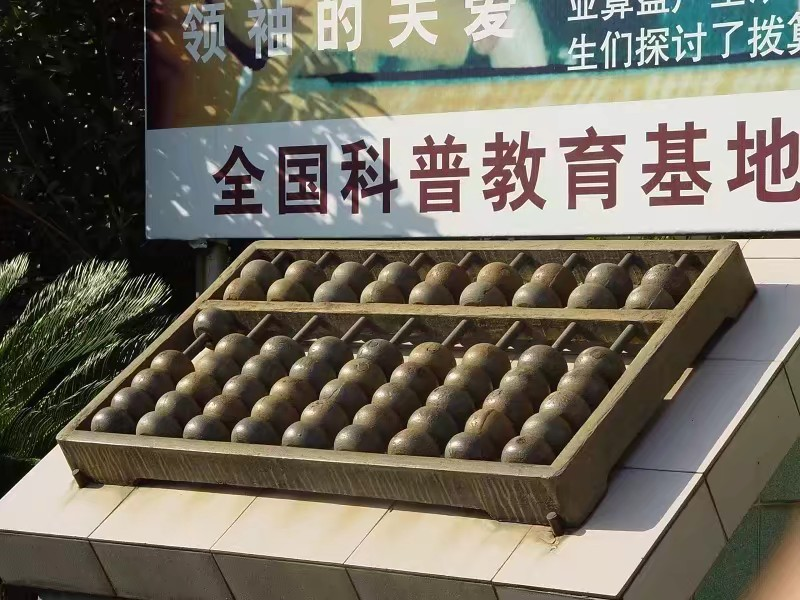
国华珠算博物馆“四最”之最重的金属算盘
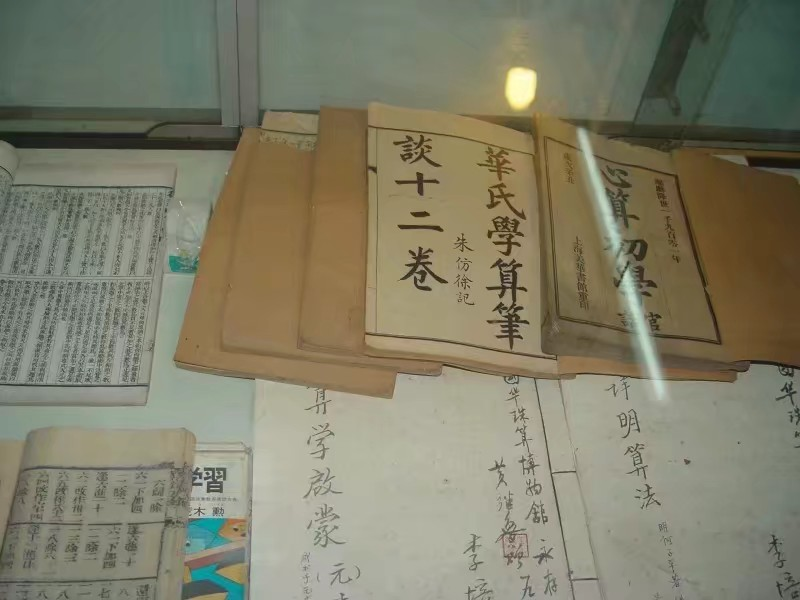
国华珠算博物馆内陈列的珠算典籍
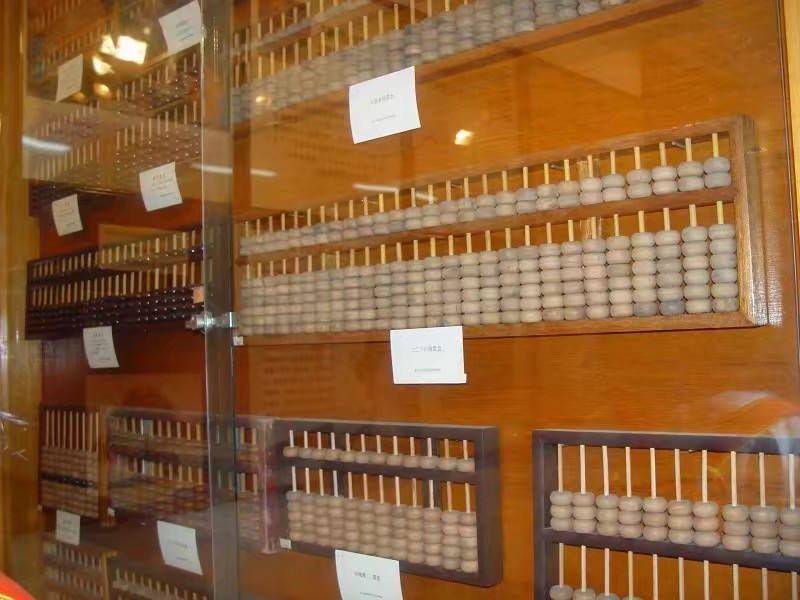
国华珠算博物馆内陈列的算盘
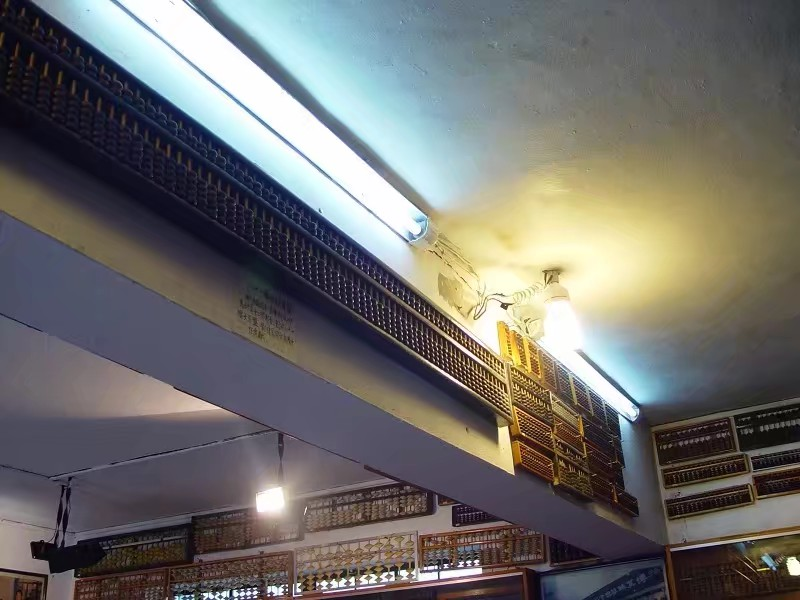
国华珠算博物馆内陈列的算盘